# 1835 Gajdariya
1835 Gajdariya (tên chỉ định 1970 OE) là một tiểu hành tinh vành đai chính được phát hiện ngày 30 tháng 7 năm 1970 bởi Tamara Smirnova ở Đài vật lý thiên văn Crimean, USSR. Nó được đặt theo tên the Soviet children's author Arkady Gaidar.